# Виборчий округ 141
Виборчий округ 141 — виборчий округ в Одеській області. В сучасному вигляді був утворений 28 квітня 2012 постановою ЦВК №82 (до цього моменту існувала інша система виборчих округів). Окружна виборча комісія цього округу розташовується в Татарбунарському районному будинку культури за адресою м. Татарбунари, вул. Центральна, 31а.
До складу округу входять місто Білгород-Дністровський, а також Білгород-Дністровський і Татарбунарський райони, частина Кілійського району (окрім села Шевченкове та територій на північний захід від нього). Виборчий округ 141 обмежений державним кордоном з Молдовою на півночі, межує з округом 140 на північному сході, обмежений узбережжям Чорного моря на сході і на південному сході, обмежений державним кордоном з Румунією на півдні, межує з округом 143 на південному заході та з округом 142 на заході і на північному заході. Виборчий округ №141 складається з виборчих дільниць під номерами 510168-510221, 510407-510423, 510425-510428, 510431, 510435, 510439-510440, 510861-510893 та 510945-510977.

## Народні депутати від округу
| Ім'я                          | Фото | Партія          | Скликання | Дата набуття повноважень | Дата припинення повноважень |
| ----------------------------- | ---- | --------------- | --------- | ------------------------ | --------------------------- |
| Барвіненко Віталій Дмитрович  |      | Партія регіонів | 7-ме      | 12 грудня 2012           | 27 листопада 2014           |
| Барвіненко Віталій Дмитрович  |      | самовисуванець  | 8-ме      | 27 листопада 2014        | 29 серпня 2019              |
| Ткаченко Олександр Михайлович |      | Слуга народу    | 9-те      | 29 серпня 2019           |                             |

## Результати виборів

### Парламентські

#### 2019
Кандидати-мажоритарники:
- Ткаченко Олександр Михайлович (Слуга народу)
- Барвіненко Віталій Дмитрович (самовисування)
- Гінак Алла Федорівна (самовисування)
- Антов Трифон Данилович (самовисування)
- Резніченко Василь Іванович (самовисування)
- Манітенко Ілля Олександрович (Опозиційний блок)
- Барвіненко Віталій Миколайович (самовисування)
- Усов Ігор Славійович (Сила і честь)
- Бойченко Павло Іванович (самовисування)
- Дубовий Олександр Миколайович (самовисування)
- Соломієнко Андрій Олегович (самовисування)
- Папуша Ігор Олександрович (Батьківщина)
- Рибін Петро Анатолійович (Патріот)

#### 2014
Кандидати-мажоритарники:
- Барвіненко Віталій Дмитрович (самовисування)
- Гінак Алла Федорівна (самовисування)
- Дубовой Сергій Федорович (самовисування)
- Квашнін Ігор Вікторович (Блок Петра Порошенка)
- Резніченко Василь Іванович (самовисування)
- Морозов Олександр Володимирович (Народний фронт)
- Барвиненко Віталій Євгенійович (самовисування)
- Уланов Анатолій Юрійович (Комуністична партія України)
- Зозуля Руслан Петрович (самовисування)
- Дубовий Олександр Миколайович (самовисування)
- Дубовий Сергій Олександрович (самовисування)
- Барвіненко Володимир Михайлович (самовисування)
- Мазур Валерій Омелянович (Опозиційний блок)
- Мензелінцев Володимир Михайлович (Сильна Україна)
- Могильніков Валентин Дмитрович (самовисування)
- Жур'ян Олександр Миколайович (самовисування)
- Барвіненко Іван Григорович (самовисування)
- Сиротенко Анатолій Олександрович (самовисування)
- Чорнолуцький Василь Павлович (самовисування)
- Бабенко Олександр Валерійович (самовисування)
- Оскер Олексій Генріхович (Радикальна партія)
- Галицький Роман Іванович (самовисування)
- Новаченко Тетяна Василівна (Солідарність жінок України)
- Берідзе Світлана Валеріївна (самовисування)
- Бабенко Олексій Анатолійович (самовисування)
- Мамалига Володимир Володимирович (самовисування)
- Обертинський Вадим Вікторович (Блок лівих сил України)
- Лісневська Наталя Олександрівна (самовисування)
- Голуб Іван Віталійович (самовисування)
- Боченко Віталій Вікторович (самовисування)
- Міллер Емілія Іллівна (самовисування)
- Казакова Катерина Іванівна (самовисування)
- Паламар Ірина Євгенівна (самовисування)
- Іщук Олена Іванівна (самовисування)
- Литвиненко Олександр Андрійович (самовисування)
- Рижаков Олексій Петрович (самовисування)
- Комлєва Олександра Ігорівна (самовисування)
- Кращенко Володимир Григорович (самовисування)

#### 2012
Кандидати-мажоритарники:
- Барвіненко Віталій Дмитрович (Партія регіонів)
- Дубовий Олександр Іванович (самовисування)
- Сидоренко Пилип Степанович (Комуністична партія України)
- Воробйова Наталя Олександрівна (самовисування)
- Степаненко Андрій Миколайович (самовисування)
- Кесарчук Вадим Вікторович (самовисування)
- Сердцевич Володимир Дмитрович (самовисування)
- Ярошенко Віталій Веніамінович (самовисування)
- Мойсейченко Геннадій Петрович (самовисування)
- Юшкевич Микола Сергійович (самовисування)

## Явка
Явка виборців на окрузі: